# Soft science fiction
Soft science fiction nebo soft SF je podžánr science fiction charakterizovaný svým zaměřením na „měkčí“ vědecké disciplíny, jako je biologie, psychologie, sociologie, ekologie, antropologie, lingvistika a jim podobné. Termín soft SF se tak vymezuje jako protiklad k pojmu hard science fiction. Zároveň se někdy používá pro hnutí „Nová vlna“, které vzniklo v šedesátých a sedmdesátých letech dvacátého století. Někdy se dokonce používá v pejorativním významu pro popis science-fiction, která je z vědeckého pohledu nepřesná, či zcela nevědecká.
Na rozdíl od svého „hard“ protějšku se tento žánr definuje mnohem hůře. Jeho příznivci však tvrdí, že jejich oblíbené knihy poskytují podrobnější obraz společnosti, lépe vykreslené osobnosti hrdinů a důkladněji prokreslené zápletky.
Příkladem autora soft SF je Ray Bradbury. Ve svých pracích, jako je R jako raketa a Marťanská kronika, sice používá „hard“ prvky, jako je raketa a kolonizace Marsu, ale soustřeďuje se spíše na pocity účastníků popisovaných událostí. 
Vzhledem k problematickému vymezení „tvrdých“ a „měkkých“ věd a protože je termín „soft SF“ vnímán spíše jako negativní, se označení „soft science fiction“ dnes již prakticky nepoužívá.